# سامان‌لیق
سامان‌لیق (به لاتین: Samanlıq) یک منطقه مسکونی در جمهوری آذربایجان است که در شهرستان گدابیگ واقع شده است. سامان‌لیق ۱۸۲۴ نفر جمعیت دارد.